# Cézembre
Cézembre is een onbewoond Frans eiland voor de kust van Bretagne, gelegen op 3,5 kilometer afstand van de stad Saint-Malo.

## Geschiedenis
Sinds de twaalfde eeuw huisvestte Cézembre verschillende kluizenaars. Zodoende verrezen er op het eiland een klooster en diverse kerkjes. In de tweede helft van de zeventiende eeuw fortificeerde Sébastien Le Prestre de Vauban het eiland en tot aan de Tweede Wereldoorlog zou het eiland een militaire functie behouden.
Tijdens de Eerste Wereldoorlog onderhield het Belgische leger op het eiland een strafkamp. In totaal verbleven er toen zo'n 400 tot 500 Belgische soldaten in het kamp.
Tijdens de Tweede Wereldoorlog begonnen de geallieerden op 6 augustus 1944 met het bombarderen van het eiland waar zo'n 300 Duitse en Italiaanse soldaten verbleven. Het eiland was tussen augustus en september 1944 de meest gebombardeerde locatie van de oorlog. Het garnizoen gaf zich uiteindelijk over.